# Balgau
Balgau je občina v departmaju Haut-Rhin francoske regije Alzacija.
Leta 2008 je v občini živelo 878 oseb oz. 93 oseb/km².